# Scooby-Doo : Du sang froid
Série
Scooby-Doo et le Triangle des Bermudes
(2006) Scooby-Doo et la Créature des ténèbres
(2008)
Pour plus de détails, voir Fiche technique et Distribution.
Scooby-Doo : Du sang froid (Chill Out Scooby-Doo!) est un film d'animation américain réalisé par Joe Sichta et sorti en 2007. C'est le 11e vidéofilm de la franchise Scooby-Doo produite par Warner Bros.

## Synopsis
Après avoir pris un mauvais avion, Scooby-Doo et Sammy se retrouvent au milieu d'une expédition pour l'Himalaya. Les deux amis sont très vite pris au piège des montagnes et sont sauvés par le professeur Jeffries, qui leur révèle être sur les traces de l'abominable homme des neiges.

## Fiche technique
- Titre original : Chill Out Scooby-Doo!
- Titre français : Scooby-Doo : Du sang froid !
- Réalisateur : Joe Sichta
- Sociétés de production : Hanna-Barbera, Warner Bros.
- Musique : Thomas Chase
- Pays d'origine : États-Unis
- Langue originale : Anglais
- Format : Couleurs, son Dolby Digital DTS
- Genre : Animation, aventure et comédie horrifique
- Durée : 79 minutes
- Année de diffusion : 2007

## Distribution

### Voix originales
- Frank Welker : Scooby-Doo / Fred Jones
- Casey Kasem : Sammy Rogers
- Mindy Cohn : Véra Dinkley
- Grey DeLisle : Daphné Blake
- Alfred Molina : Professeur Jeffrries
- René Auberjonois : Alphonse La Fleur
- James Sie : Pemba Sherpa
- Kim Mai Guest : Minga Sherpa
- James Hong : Lama
- Jeff Bennett : Dell Chillman / Le pilote

### Voix françaises
- Éric Missoffe : Scooby-Doo / Sammy Rogers
- Mathias Kozlowski : Fred Jones
- Joëlle Guigui : Daphné Blake
- Caroline Pascal : Véra Dinkley
- Tony Marot : Pemba Sherpa